# Werderstraße 150 (Heilbronn)

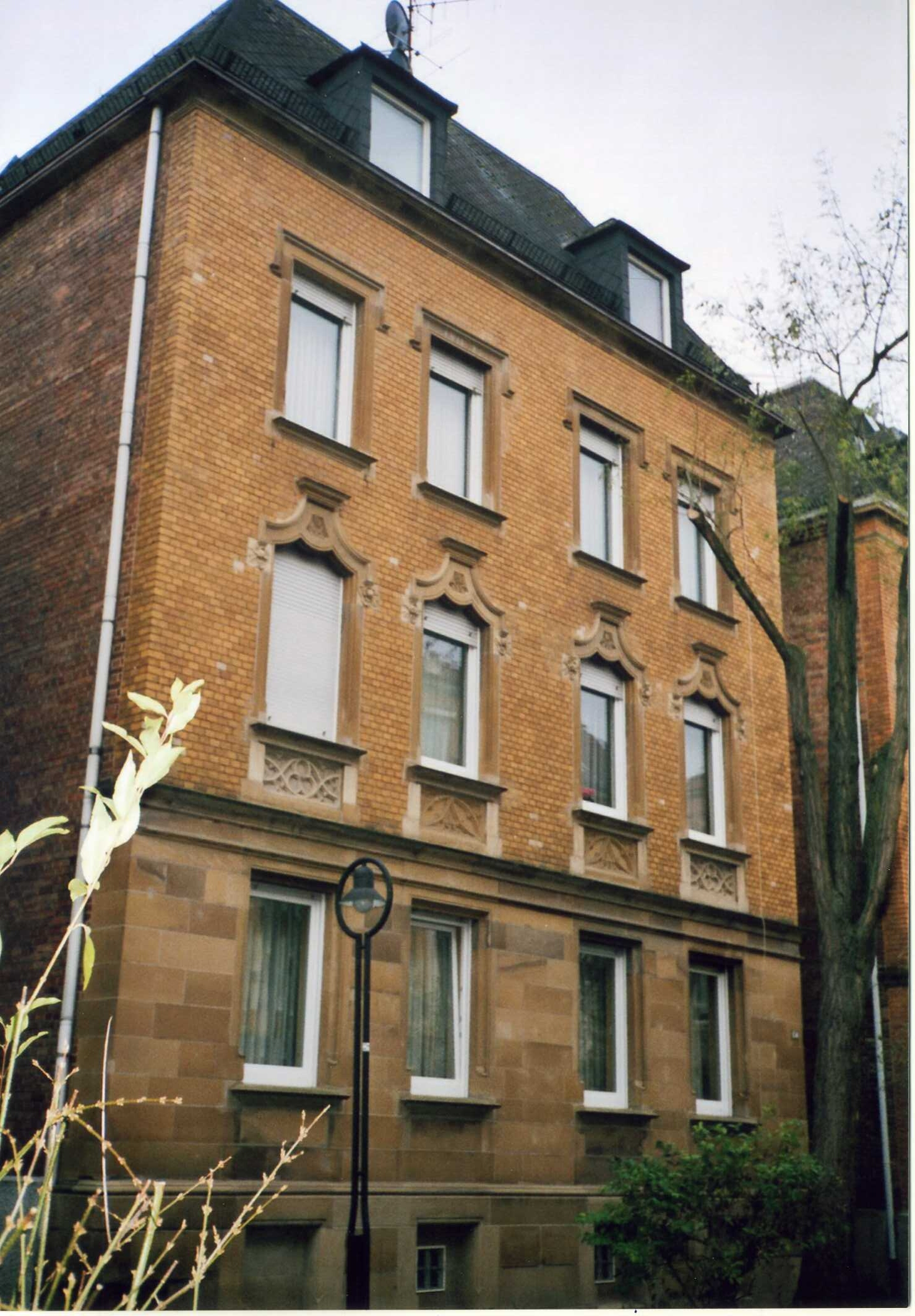
Haus Werderstraße 150

Das Haus Werderstraße 150 in Heilbronn ist ein denkmalgeschütztes Gebäude.

## Beschreibung
Es ist ein typisches Beispiel für ein Arbeiterwohnhaus im Stil des Späthistorismus. Es wurde durch den Werkmeister Gustav Rohrbach nach eigenen Plänen in den Jahren 1901 bis 1902 errichtet.
Das Wohnhaus im Stil des Späthistorismus hat Fenster, die eine Brüstung mit Beschlagwerk aufweist. Ein Baldachin mit Steinmetzarbeiten dient als Fensterverdachung.

## Geschichte
1950 gehörte das Gebäude dem Oberzollsekretär a. D. Matthäus Diepold. Im Erdgeschoss befand sich die Papiergroßhandlung von Wilhelm Geiger. Außerdem werden noch drei Mietparteien genannt. 1961 gehörte das Gebäude der Witwe Sofie Diepold, im Erdgeschoss war die Fahrschule von Kurt Schenk eingezogen.